# Josef ben Natan ha-meqanne
Josef ben Natan ha-meqanne („der Eifrige“) war ein im 13. Jahrhundert wirkender jüdischer Exeget. Er kam aus Sens in Frankreich und entstammte der Official-Familie, die zahlreiche Apologeten gestellt hat. Er verteidigte, wie schon sein Vater Natan, das Judentum energisch gegenüber dem Christentum.
Josef ben Natan ha-meqanne redigierte den Bericht des Jechiel ben Josef über die Disputation von Paris 1240. In seinem sefer josef ha-meqanne („Buch des Eiferers Josef“) behandelte er v. a. christologische Auslegungen des Alten Testaments und notierte kritische Beobachtungen zum Leben und Wirken Jesu nach den Evangelien. Dabei verwertete er hebräische Übersetzungen neutestamentlicher Texte. Diese polemische Abhandlung orientiert sich an der Anordnung des Tanach und widerlegt christliche, allegorische Interpretationen mittels philologischer und rational-logischer Argumentation. Jedes Thema/Kapitel wird von einem fiktiven Erzähler (z. B. Papst Gregor X., französische Bischöfe, jüdische Konvertiten) vorgestellt und danach kontrovers diskutiert.
Die spätere jüdische Apologetik stützte sich noch lange auf seine fundierte Kritik am Neuen Testament und seine Kenntnisse des Christentums.